# Proasellus franciscoloi
Proasellus franciscoloi és una espècie de crustaci isòpode pertanyent a la família dels asèl·lids.
Viu a l'aigua dolça.
Es troba a Europa: França i Itàlia (els Alps Lígurs).